# Kamienka (district de Humenné)
Pour les articles homonymes, voir Kamienka.
Kamienka est un village de Slovaquie situé dans la région de Prešov.

## Histoire
Première mention écrite du village en 1451.

## Démographie

### Évolution de la population
| Année:               | 1994. | 2004.    | 2014.   | 2024.   |
| -------------------- | ----- | -------- | ------- | ------- |
| Nombre de personnes: | 512   | 566      | 529     | 533     |
| Différence:          |       | +10,54 % | -6,53 % | +0,75 % |

| Année:               | 2023. | 2024.   |
| -------------------- | ----- | ------- |
| Nombre de personnes: | 537   | 533     |
| Différence:          |       | -0,74 % |